# 女生宿舍 (組合)
女生宿舍是香港大國文化集團旗下的一個女子音樂組合，2004年成立，2006年解散。

## 背景
女生宿舍是香港大國文化集團旗下的女子音樂組合，在2004年成立。組合成員由經紀人李進在世界各地發掘所得，包括陳美詩（Macy）、梁靖琪（Toby）、張曼伶（Bella）與廖雋嘉（Elise）。其中陳美詩來自香港；梁靖琪來自加拿大；張曼伶來自廣州；廖雋嘉則來自湖南，被發掘時就讀於廣州星海音樂學院。
由於四位成員背景不同，因而容易接觸到多元化工作環境，也有助於經紀公司兼顧香港與中國大陸兩地市場。2004年，她們在網劇《金甲蟲探偵學院》（又名《女生宿舍@探偵學院》）共同演出，一炮而紅，隨後發行第一張專輯《Life Is Beautiful》，獲得不錯的成績。她們曾擔任必勝客香港區和香港駕駛學院的代言人，也曾擔任香港漫畫節的形象大使。
但隨著個人工作與作品逐漸增多，四位成員各有發展路向，故此後她們僅有推出寫真集，並無再度合作的機會。2006年正式解散。解散後梁靖琪及陳美詩曾為無綫電視旗下藝人，主要從事電視劇的拍攝；廖雋嘉在中國內地繼續音樂上的發展；張曼伶則是四人之中最早結婚及成為母親，她已退出娛樂圈，在中國內地轉型為財經節目主持。

## 成員資料
| 姓名   | 英文名 | 出生日期      |
| 陳美詩 | Macy   | 1981年2月22日 |
| 廖雋嘉 | Elise  | 1982年5月16日 |
| 張曼伶 | Bella  | 1982年9月28日 |
| 梁靖琪 | Toby   | 1983年2月27日 |

## 唱片
- Life Is Beautiful（2004年11月27日發行）[9]

## 戲劇演出
| 年份 | 類型       | 播放平台   | 作品名稱                                        | 演出成員 | 備註                                                          |
| ---- | ---------- | ---------- | ----------------------------------------------- | -------- | ------------------------------------------------------------- |
| 2004 | 廣播劇     |            | 《四個女仔搞乜鬼》                              | 全員     |                                                               |
| 2004 | 廣播劇     | 新城電台   | 《愛上．女生宿舍》                              | 全員     |                                                               |
| 2004 | 網絡劇     | now.com.hk | 《金甲蟲探偵學院》（又名《女生宿舍@探偵學院》） | 全員     | 由經理人李進之妻李敏創作，同步推出小說版《女生宿舍@探偵學院》 |
| 2004 | 電視單元劇 | 無綫電視   | 《奇幻潮》單元〈神奇藥水〉                      | 全員     |                                                               |

## 寫真集
- Life is Beautiful 女生宿舍寫真集（2005年7月17日發行）

## 獎項

### 2004
- Yahoo!雅虎香港「Yahoo!搜尋人氣大獎2004」演藝新力軍組別
- TVB「勁歌金曲2004優秀選第二回」新星試打
- 「PM第三屆人氣歌手奪標頒獎禮」PM新進閃爍女子組合
- 「PM第三屆樂壇頒獎禮」PM火熱概念組合新人獎
- 廣東電台「2004年音樂先鋒榜」廣東最受歡迎女子組合獎—金獎
- 廣州電台「2004年金曲金榜頒獎晚會」港台金曲獎—「全女打」
- 廣州電台「2004年金曲金榜頒獎晚會」新登場女組合大獎
- 新城電台「勁爆頒獎禮2004」勁爆新人王（組合）[10]
- 香港電台「第二十七屆十大中文金曲頒獎禮」最有前途新人獎（組合）銅獎[11]

## 外部連結
- 大國文化（页面存档备份，存于）
- 女生宿舍討論區